# Johannes Gad
Johannes Wilhelm Gad (30 giugno 1842 – Praga, 1926) è stato un fisiologo e neurologo tedesco.

## Biografia
Fu suocero dello psichiatra Oskar Kohnstamm (1871-1917).
Fu l'assistente di Emil du Bois-Reymond (1818-1896) presso l'istituto fisiologico dell'Università di Berlino, successivamente lavorò con Adolf Fick (1829-1901) presso l'Università di Würzburg. Nel 1893-1894 fu docente di fisiologia presso la Western Reserve University di Cleveland, Ohio, e dopo essere tornato in Germania diventò direttore del dipartimento presso l'istituto fisiologico di Berlino. Nel 1895 succedette a Ewald Hering (1834-1918) come direttore del dipartimento di fisiologia presso l'Università di Praga.
Gad è conosciuto nel campo della fisiologia sperimentale. Svolse numerose ricerche riguardanti l'elettrofisiologia, funzionalità del midollo spinale, la relazione tra acido lattico e contrazione muscolare, ecc. Con Edward Flatau (1868-1932), condusse degli esperimenti sulla Legge di Bastian-Bruns, questa legge dice le funzionatà del midollo dopo che si è lesionato.
Tra le sue opere scritte vi è un libro di testo sulla fisiologia umana avendo come coautore il farmacologo Jean-François Heymans, questo testo si chiama Kurzes Lehrbuch der Physiologie des Menschen, e un trattato sulle vie somatosensoriali con Alfred Goldscheider (1858-1935), intitolato Ueber Die Summation von Hautreizen. Nel 1887, con Sigmund Exner, fondò il periodico Centralblatt für Physiologie.